# Aage Gerhardt Drachmann
Aage Gerhardt Drachmann (* 22. Oktober 1891 in Kopenhagen; † 9. April 1980 in Lyngby) war ein dänischer Althistoriker und Bibliothekar.

## Leben und Werk
Aage Gerhardt Drachmann, der Sohn des Altertumswissenschaftlers Anders Bjørn Drachmann (1860–1935) und der Lehrerin Ellen Sophie geborene Bentzon (1866–1948), studierte von 1909 bis 1915 an der Universität Kopenhagen Klassische Philologie und Anglistik. Nach dem Staatsexamen arbeitete er an der Universitätsbibliothek: zunächst als Hilfsassistent, ab 1919 als Unterbibliothekar. Von 1926 bis 1927 unternahm er eine mehrmonatige Forschungsreise in die USA, deren Erfahrungen er im Bibliotheksdienst nutzte. Er führte beispielsweise neue Kopierverfahren an der Universitätsbibliothek ein. 1929 leitete Drachmann für einige Monate die Dänische Forschungsbibliothek in Rom. Ab den 1930er Jahren verfasste er außerdem Artikel für Bibliothekszeitschriften und wissenschaftliche Studien; ferner gab er den Index Medicus Danicus heraus, eine bibliographische Zeitschrift für Medizin. 1943 wurde Drachmann an der Kopenhagener Universitätsbibliothek zum Oberbibliothekar ernannt. 1948 wurde er an der Universität Kopenhagen zum Dr. phil. promoviert. 1956 trat er in den Ruhestand, blieb aber weiterhin publizistisch und wissenschaftlich tätig.
Drachmanns Forschungsschwerpunkte waren Medizin, Naturwissenschaft und Technik der Antike. Er verfasste Bücher über die „pneumatische Medizin“, Ölmühlen, antike Mechanik und Cäsars Rheinbrücke; auch für die Realencyclopädie der classischen Altertumswissenschaft (RE) verfasste er mehrere Artikel. Daneben beschäftigte sich Drachmann auch mit der englischen Literatur, mit dänischen Volkssagen und mit Ornithologie. Drachmann war Mitglied der Académie Internationale d’Histoire des Sciences, der Deutschen Gesellschaft für Geschichte der Medicin, Naturwissenschaft und Technik sowie der Society for the History of Technology. 1971 erhielt er die Leonardo da Vinci-Medaille.

## Schriften (Auswahl)
- Ledetraad i Biblioteksarbejde for Ikke-Fagmænd. Kopenhagen 1931
- Ancient Oil Mills and Presses. Kopenhagen 1932
- Hvad var det for en Fugl? 1938. 2. Auflage 1948
- Ktesibios, Philon and Heron. A Study in Ancient Pneumatics. Kopenhagen 1948 (Dissertation)
- Dorothy L. Sayers som Dramatiker. Essayist og Æstetiker. Kopenhagen 1959
- Antikkens Teknik. Redskaber og Opfindelser i den græske og romerske Oldtid. Kopenhagen 1963
- Mechanical Technology of Greek and Roman Antiquity. A Study of the Literary Sources. Kopenhagen/Madison 1963
- Cæsars Bro over Rhinen. Kopenhagen 1965
- Grosse griechische Erfinder. Düsseldorf 1967
- De Navngivne Sværd i Saga. Sagn og Folkevise. Kopenhagen 1967
- Hævnmotivet i Kiplings Fortællinger.  1969
- Lægæst og hans Guldhorn. 1972